# Нор-Джуга

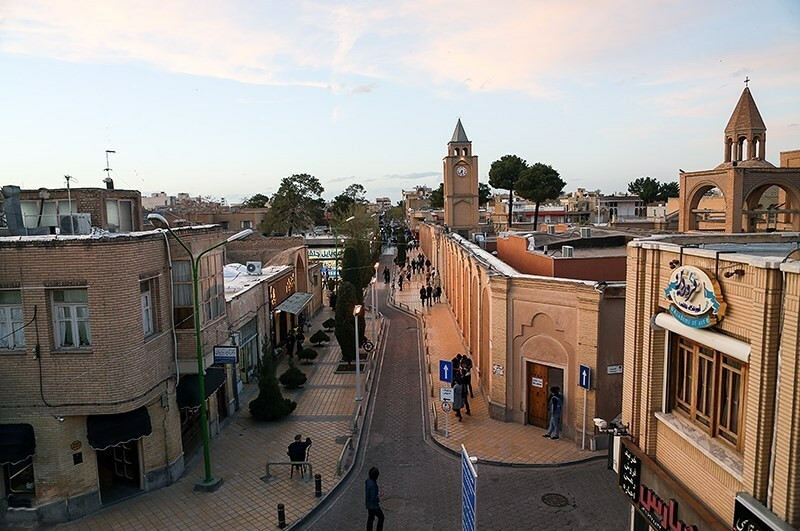
Армянский квартал

Нор-Джуга (Новая Джульфа, арм. Նոր Ջուղա, перс.  محله جلفای اصفهان ‎) — армянский квартал Исфахана (Иран). Расположен на правом берегу реки Заянде, протекающей через город. Основан армянами из армянского города Джуга — крупного центра купечества в Закавказье (ныне Джульфа, НАР), насильственно депортированных в Персию шахом Аббасом I Великим в 1604—1605 годах.

## История города
В ходе Турецко-персидской войны (1603—1618), шах Аббас, узнав о наступлении османских сил и опасавшийся, что не сможет удержать недавно завоёванную им территорию Закавказья (включая Восточную Армению и приграничные с Османской империей области Араратской равнины), прибегнул к тактике «выжженной земли», суть которой заключалась в насильственном переселении всех местных жителей на территорию Персии. Всего, в Персию было переселено от 250 000 до 300 000 армян. Это событие получило название Великий Сургун (арм. Մեծ սուրգուն) — Великое изгнание . Непосредственно в пригород Исфахана было переселено, по разным оценкам, от 20 тыс. человек до 12 тыс. армянских семей.
Первоначально, армянские переселенцы получили свободу вероисповедания, некоторые привилегии и свободу торговли. Однако позднее, шах начал проводить насильственную политику по принятию ислама среди армянского населения.
Несмотря на все сложности, с течением времени, армяне смогли создать здесь центр международной торговли, в том числе с Русским государством, Европой и Индией, а также получили монопольное право на торговлю шёлком.

## Описание города
Из мемуаров И. Ф. Бларамберга.

Мы остановились в большом доме, принадлежавшем в своё время голландскому консулу. Стены и потолки просторных залов, построенных согласно требованиям здешнего климата, были украшены арабесками, золотом, светлыми, сочными красками, так хорошо сохранившимися, будто были наложены только недавно. Большие цветные стекла, которые поднимались и опускались, обширные дворы с бассейнами и фонтанами, клумбы с цветами и кустарник, тянувшиеся в каждом дворе вдоль стен или вокруг бассейна, просторные конюшни, подсобные постройки всех видов — все это поразило нас своей ухоженностью. Первую ночь я провел в душевном волнении в моей бала-хане (комнате на втором этаже) с балконом (по-персидски «бала-хане» — верхняя комната). Тишина ночи нарушалась лишь плеском фонтанов и близким жалобным воем множества шакалов. Я размышлял о бренности всего земного. Какие катаклизмы пережила эта прекрасная, поэтическая страна с момента своего возникновения! Сколько нашествий народов потрясали её устои! Сколько династий господствовало здесь! От былого блеска, могущества и великолепия страны сохранились лишь жалкие остатки. Даже величественные здания шаха Аббаса Великого (персидского Людовика XIV) постепенно разрушаются. «Всё суетно под солнцем», — говорил ещё мудрый Соломон.

В начале XVII века население Нор-Джуги достигало 30 тысяч жителей. На новом месте джугинцы, которые покинули родные дома, постепенно начали вновь всё застраивать, стали появляться храмы, хачкары, церкви и школы.
Армянские переселенцы построили новый квартал со множеством церквей. В отличие от остальных национальных и религиозных меньшинств, армяне имели право выбирать собственного главу района (мэра), создавать свои суды, звонить в колокола, устраивать религиозные процессии. Также, армянам было разрешено производить вино и не придерживаться строгих правил в ношении одежды. Они образовали отдельную церковную епархию под руководством своего собственного епископа, назначенного Эчмиадзином. Избранному мэру, которому была вручена печать шаха Персии, подчинялся не только сам район, но и два десятка армянских деревень вокруг Исфахана. С взрослого мужского населения он собирал налог золотом. Мусульманам не разрешалось жить в Нор-Джуге.
Армянская община становилась богаче и влиятельнее в том числе за счёт того, что им предоставлялись беспроцентные кредиты и различные торговые привилегии.
Нор-Джуга становилась центром международной торговли. Армянские компании начинали конкурировать с торговцами из Ливана и Индии, а свои представительства открывали во множестве крупных городов и государств: Кабуле, Кандагаре, Марселе, Венеции, Москве, Амстердаме, Германии, Польше, Китае, Индонезии, Швеции и на Филиппинах. Армянские торговцы стали причиной резкого падения доходов от торговли в Османской империи, заключая в том числе и коммерческие сделки, направленные против османов.
Со временем, армянское население района и окрестных деревень насчитывало уже около 50 000 человек, а сам район превратился в новый культурный центр армянской диаспоры. Начиная с семнадцатого века, начиная с торговцев из Новой Джульфы, Армяне были одним из основных каналов внедрения Западных технологий и культуры в Азию.
В 1636 году здесь открылась типография и началось печатание книг. Джугинцы начинают создавать типографии в разных городах, помимо Нор-Джуги, таким образом появляется первый в Персии армянский журнал «Аздарар» (Вестник).
Как в Старой, так и в Новой Джуге — главным ремеслом армян была торговля, и уже в XVII—XVIII веках они в своих руках сосредоточили почти всю внешнюю торговлю Персии, устанавливая торговые связи со многими странами. Особенно укрепились связи с Россией.
В 1660 году за благосклонное отношение к армянам, джугинские купцы подарили русскому царю Алексею Михайловичу трон из золота, на котором было 876 бриллиантов, 1233 изумрудов и рубинов, и все это было окаймлено тремя рядами жемчугов. В настоящее время этот трон хранится в Оружейной палате Московского Кремля.

## Современная Нор-Джуга
Современная Джуга это центр самой большой и древней армянской диаспоры в Иране.
Нор-Джуга — всё ещё густонаселённый армянский район в Исфахане с армянской школой и по крайней мере тринадцатью церквями. Армяне в Нор-Джуге соблюдают законы Исламской Республики, но в то же время отлично сохраняют свой язык и культуру. В Нор-Джуге открыто (хотя и в ограниченном ассортименте) продаются алкогольные напитки, полностью запрещенные в остальной части города, как и во всем Иране. Это старая привилегия для иранских армян, которые некогда убедили шаха, что алкоголь (в частности вино) необходим им в ритуальных целях (см. Евхаристия).

## Достопримечательности квартала
Главной достопримечательностью Нор-Джуги является Собор Спасителя, который начали строить в 1606 году, и закончили примерно в 1664 году (данные не точны, но чаще говорят 1664). Он также известен, как Ванкский собор — главный храм Армянской церкви в Иране. Расположен в городе Исфахане, в армянском квартале Нор-Джуга.
Как и все христианские храмы в Иране, собор Ванк отгорожен высокой кирпичной стеной. Над ходом во двор стоит часовая башня, которая напоминает минарет. Над дверьми, выложена плиточная мозаика.

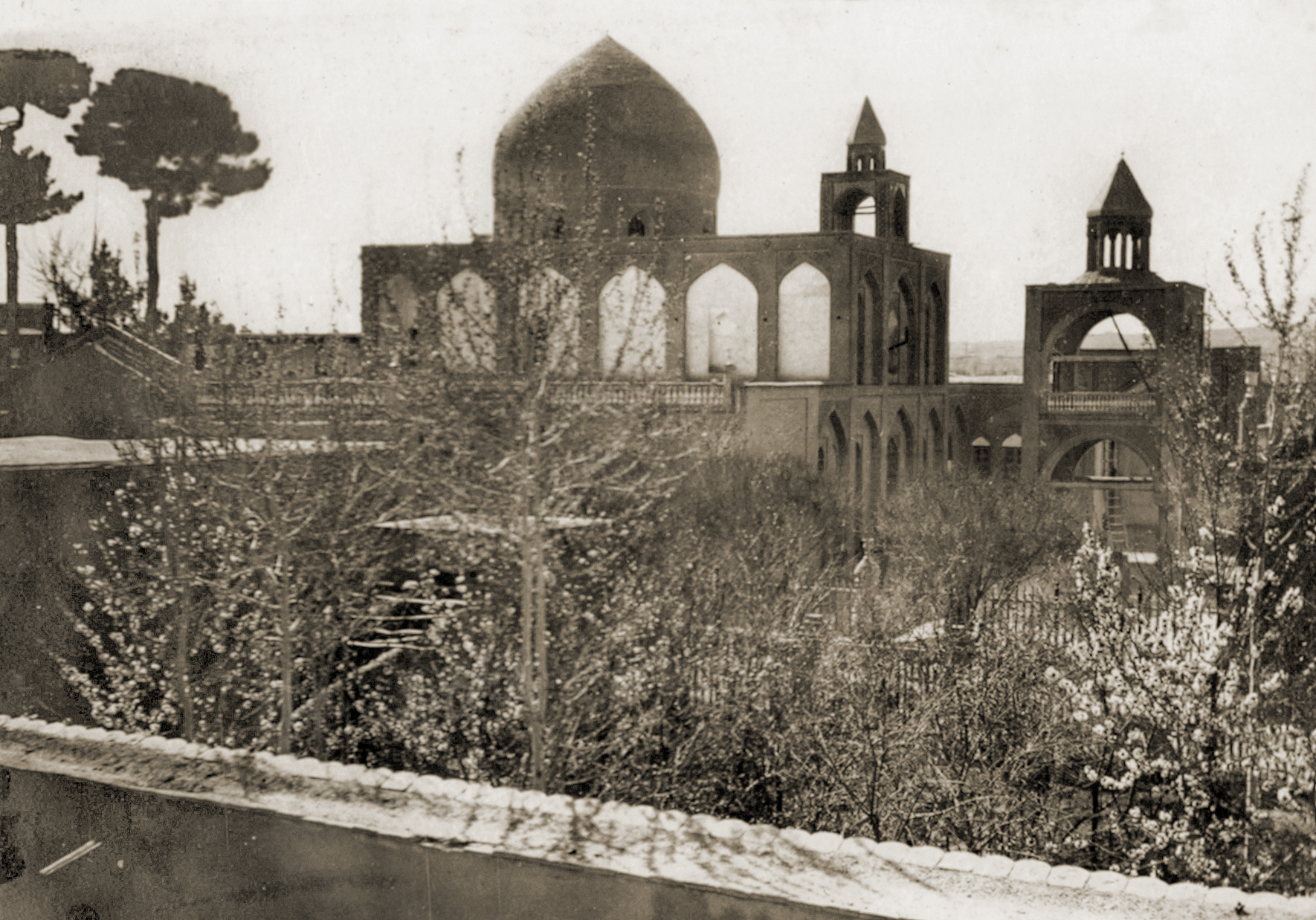
Собор в 1930-е годы
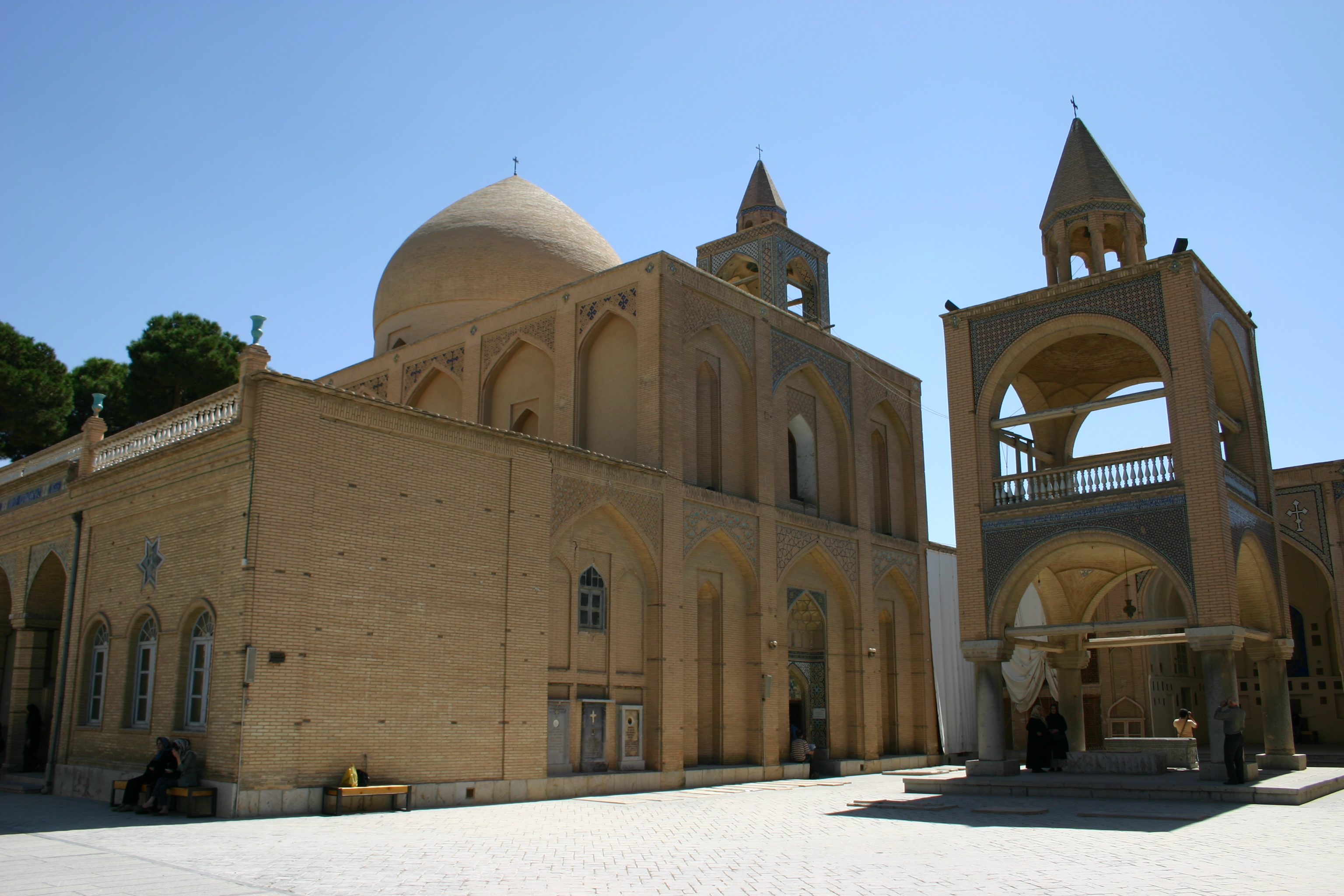
Вид на собор с улицы
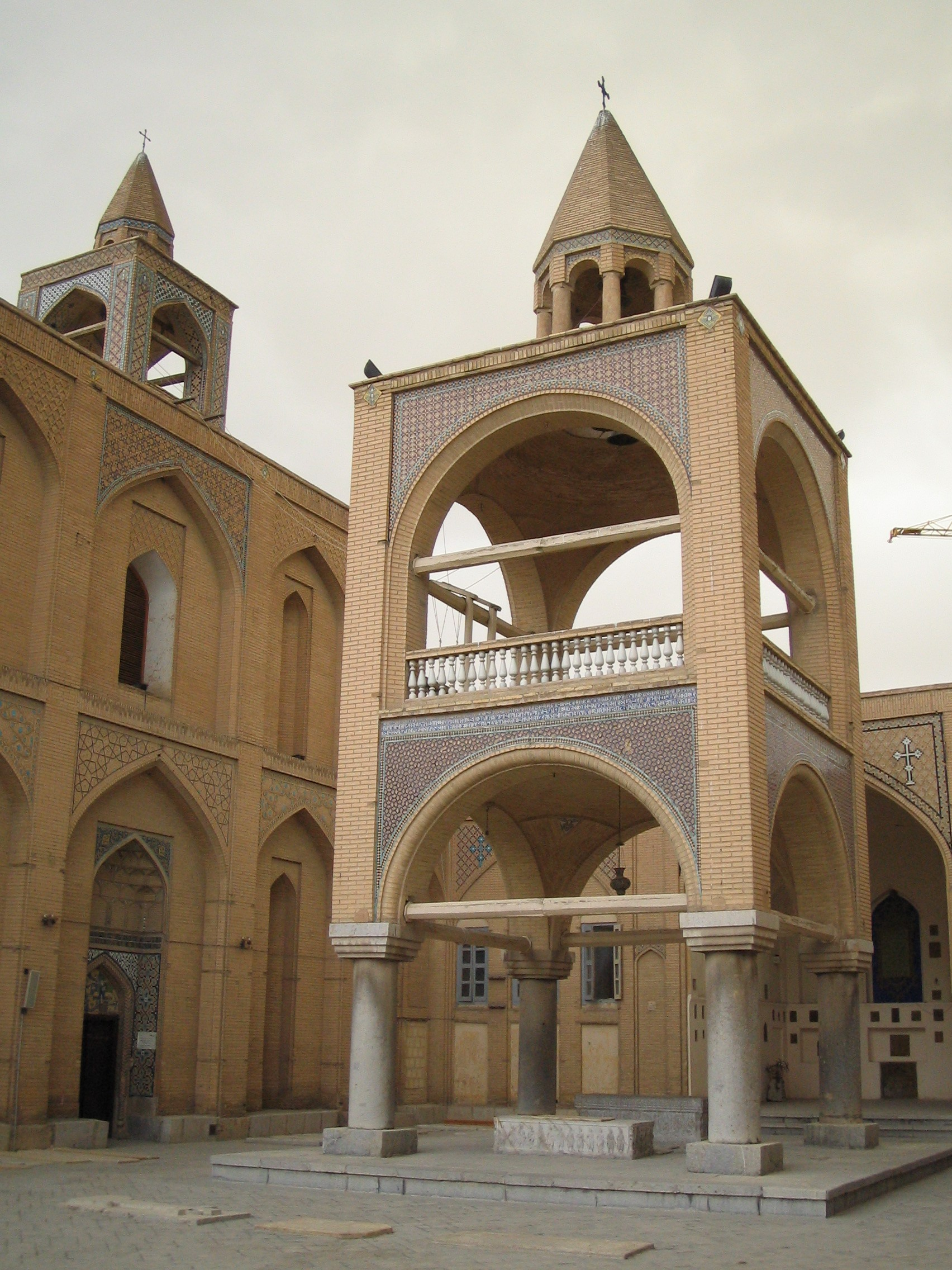
Вид на колокольню
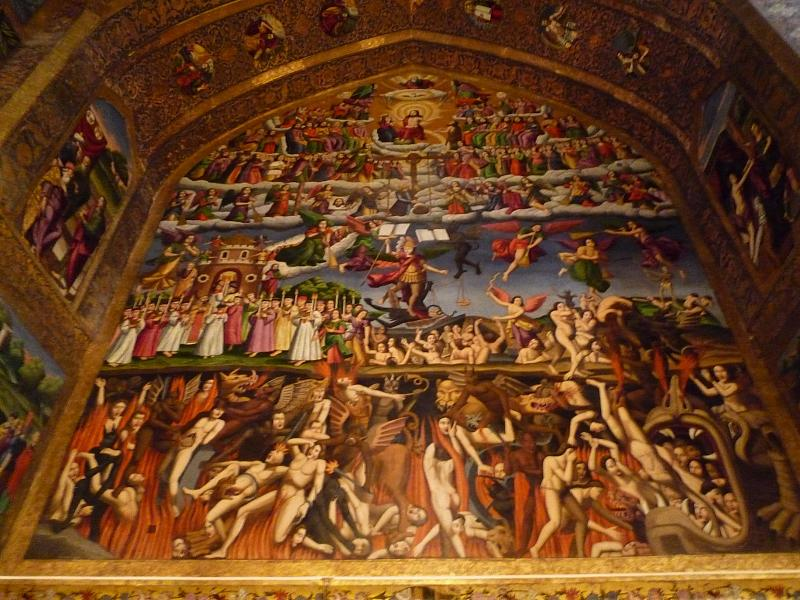
Фреска в соборе
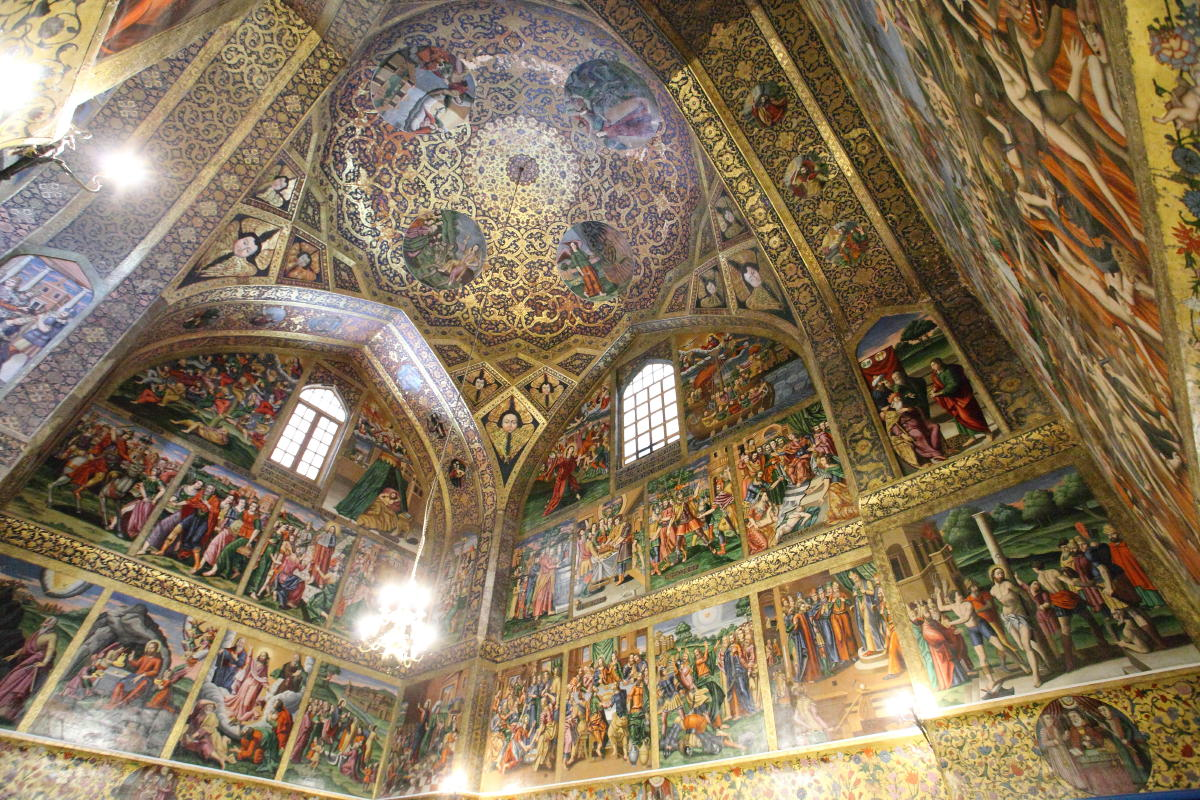
Интерьер внутри собора

В Нор-Джуге есть и другие армянские церкви:
- Церковь Святого Геворка (Георгия)[англ.] — которая расположена на улице Хаким Незами. Это одна из самых старых церквей Нор-Джуги — 1611 года постройки. На её сооружение пошли камни от разобранной в Армении церкви, которые переселенцы привезли с собой из старой Джуги
- Вифлеемская церковь[англ.] — построена в 1628 году, расположена на перекрёстке нынешних улиц Товхид и Назар
- Монастырь Святой Катерины[англ.] (1623 год)
- Церковь Святого Иакова Нисибиса[англ.] (1607 год)
- Церковь Святой Марии[англ.] (1613 год)
- Церковь Святого Стефана[англ.] (1614 год)
- Церковь Спасителя[англ.] (1655 год)
- Церковь Святого Иоанна-Крестителя[англ.] (1621 год)
- Церковь Святого Николая[англ.] (1630 год)
- Церковь Святого Григория Просветителя[англ.] (1633)
- Церковь Святого Саркиса[англ.] (1659)
- Церковь Святого Минаса[англ.] (1659)
- Церковь Святого Нерсеса[англ.] (1666)

Школы:
- Школа Самьяна[арм.] (1831–1853)
- Школа Катарьяна[арм.] (1858–н.в.)
- Национальная центральная школа[арм.] (1880–н.в.)
- Школа Геворга Кананяна[арм.] (1905–н.в.)

## Галерея

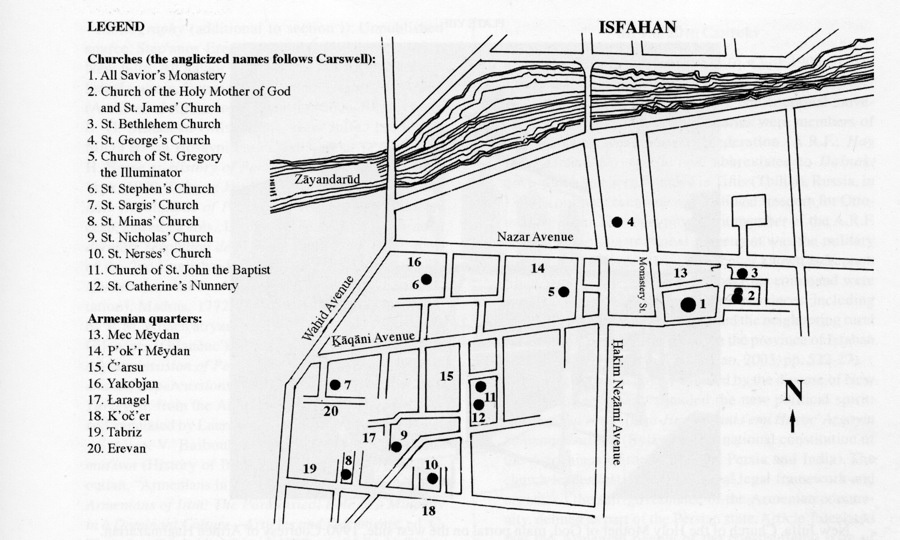
План города, 1829 год
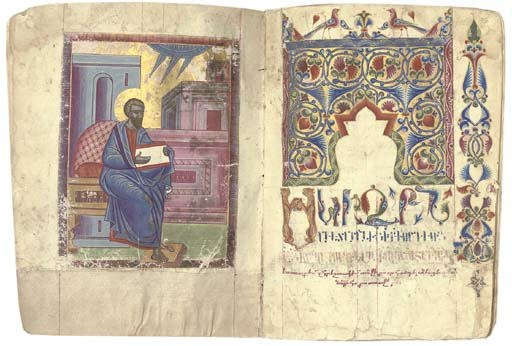
Армянский манускрипт
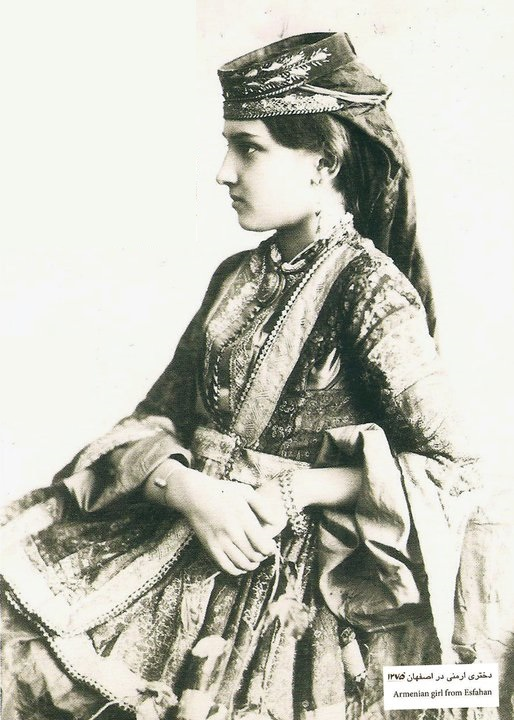
Фотография армянки, 1896 год
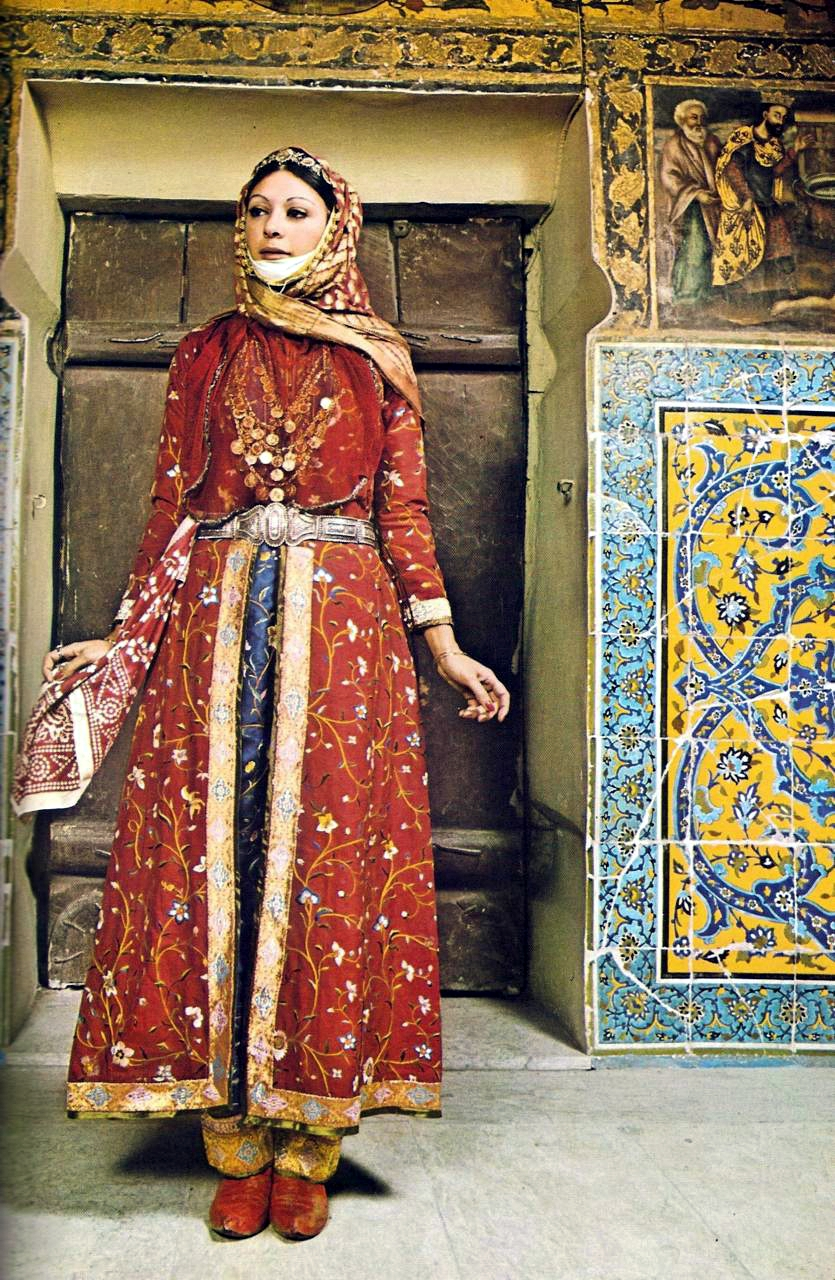
Армянка, XVI—XVII века
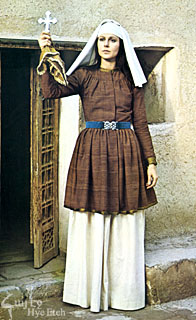
Изображение армянки, XVII век
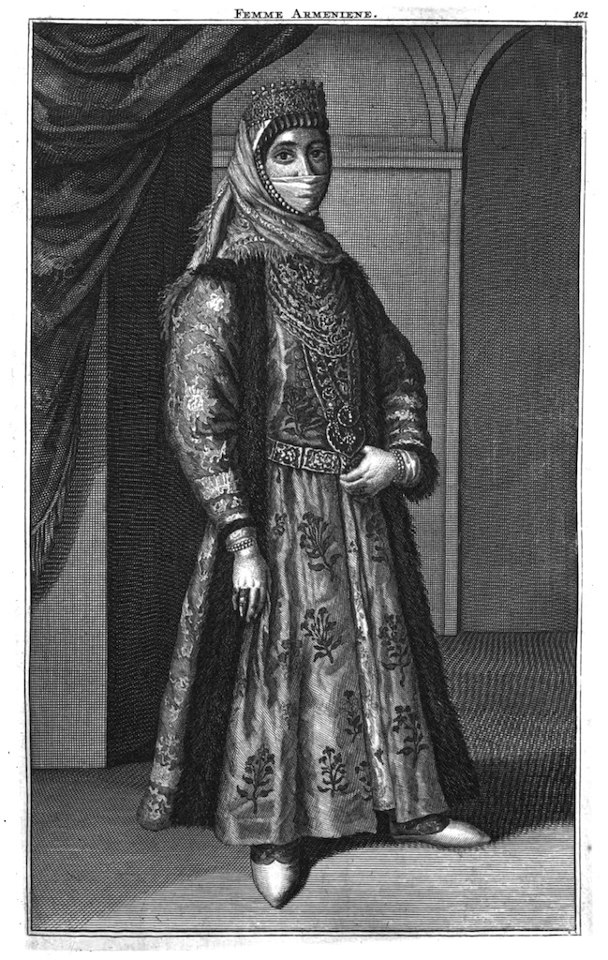
Рисунок армянки, 1702 год
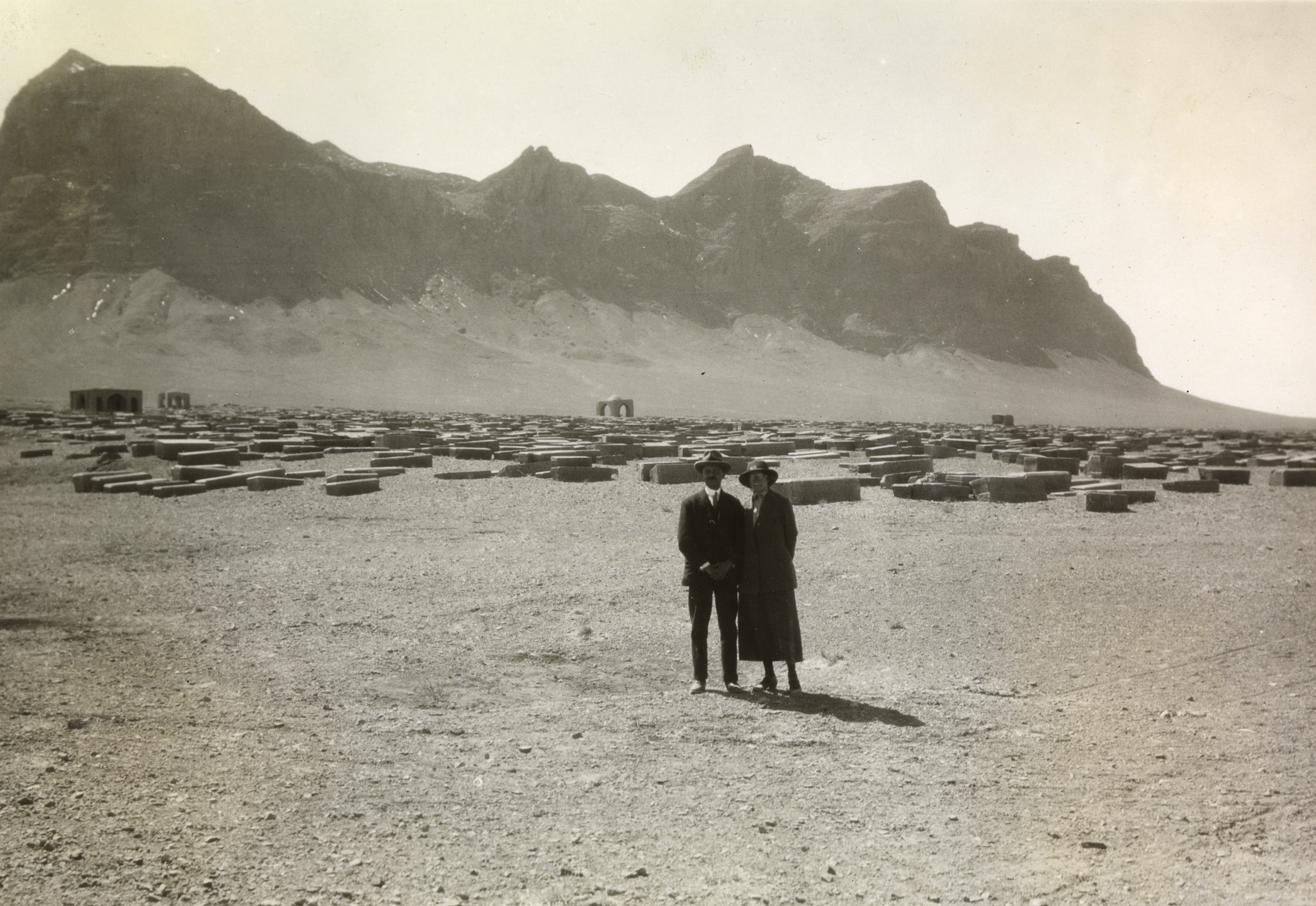
Армяне на фоне армянского кладбища, 1925 год
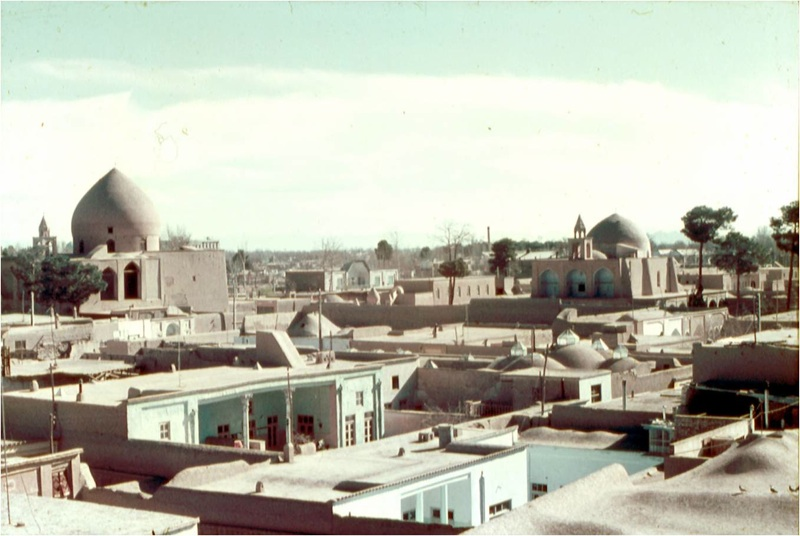
Армянский квартал
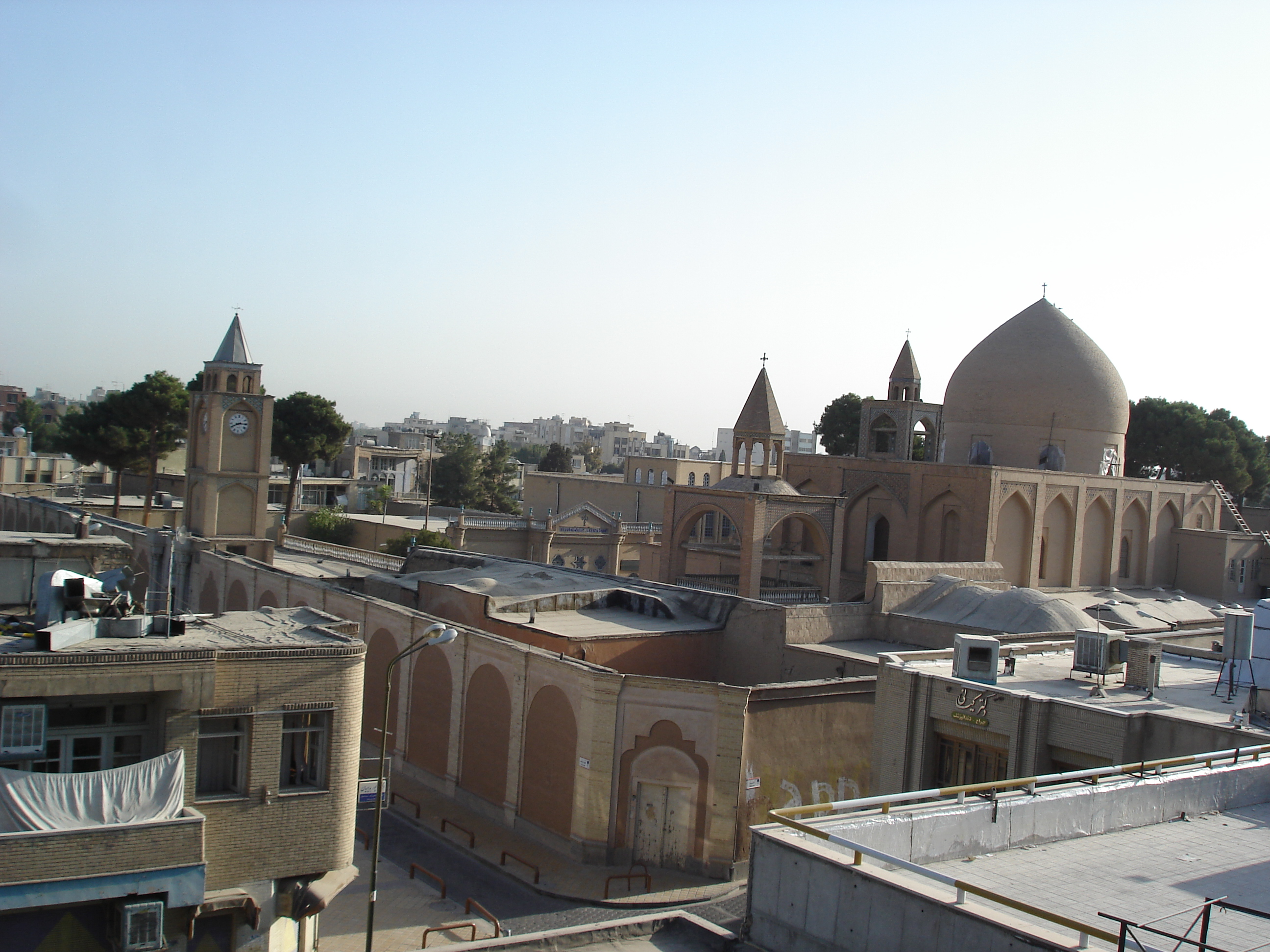
Армянский квартал
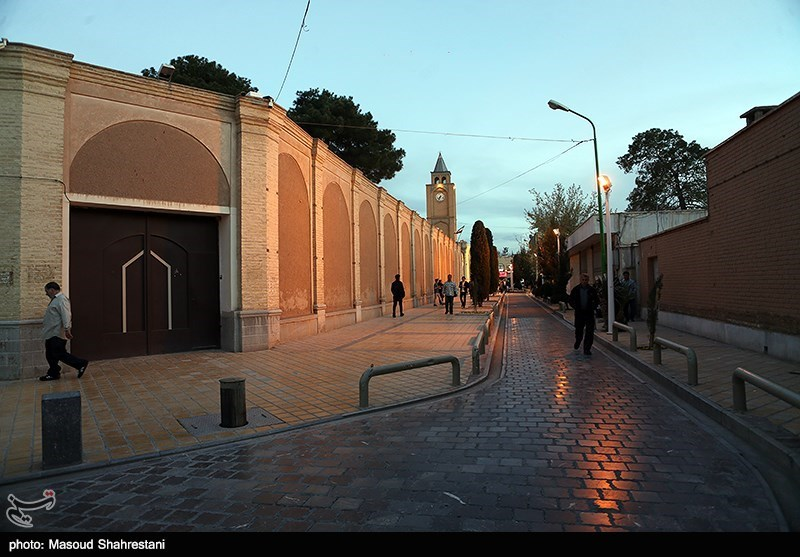
Армянский квартал
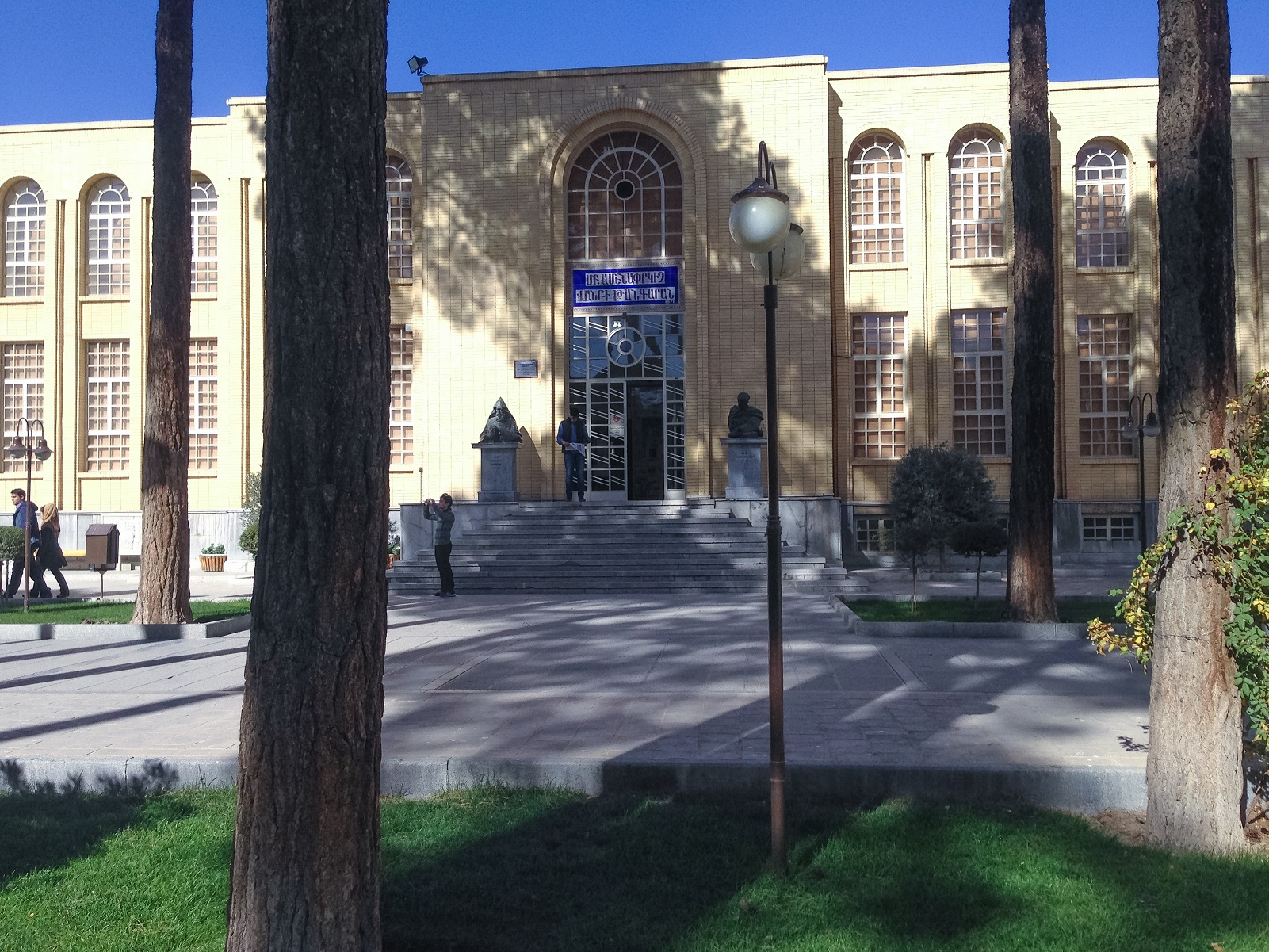
Музей Хачатура Кесараци
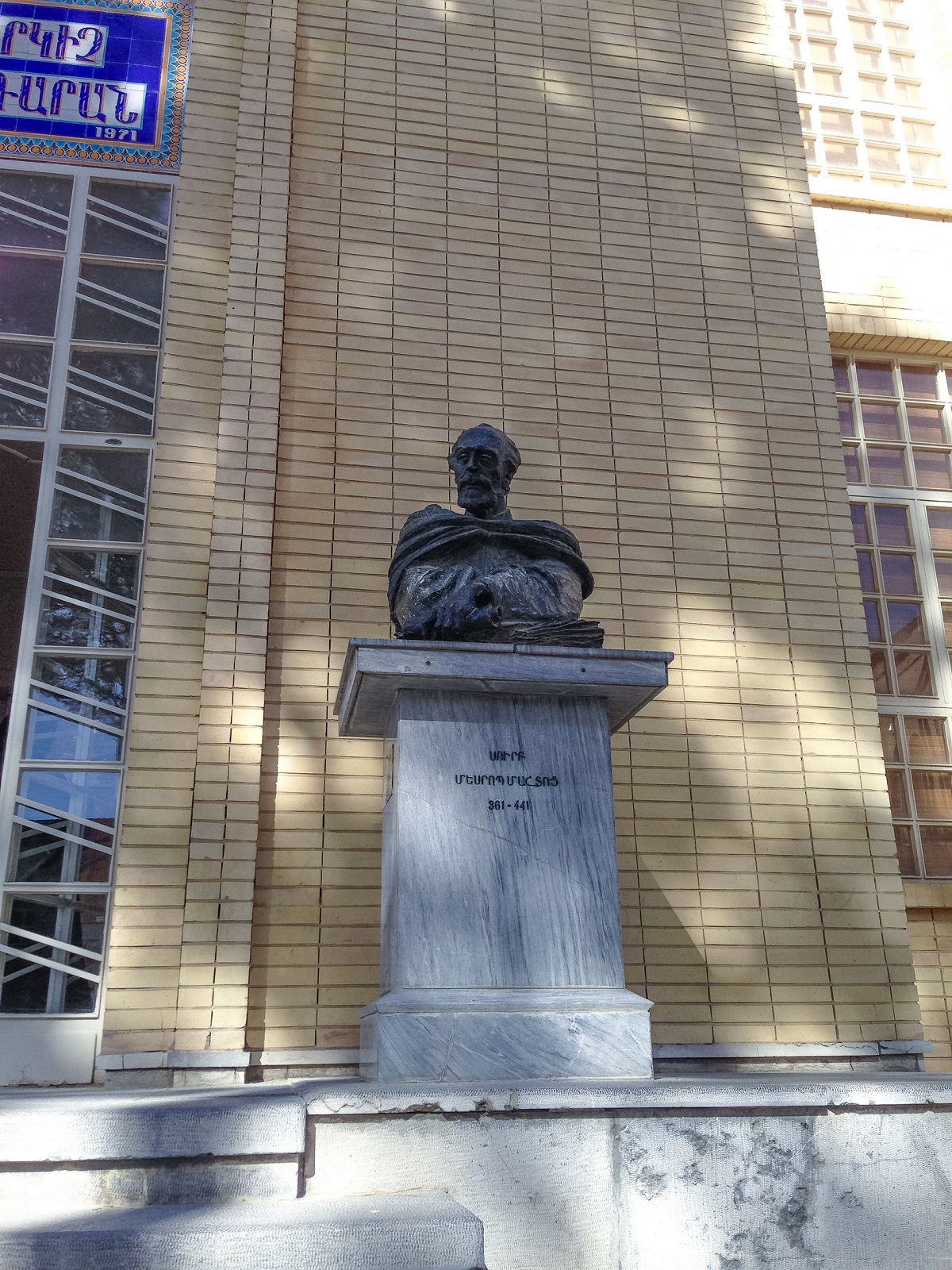
Бюст Месропа Маштоца
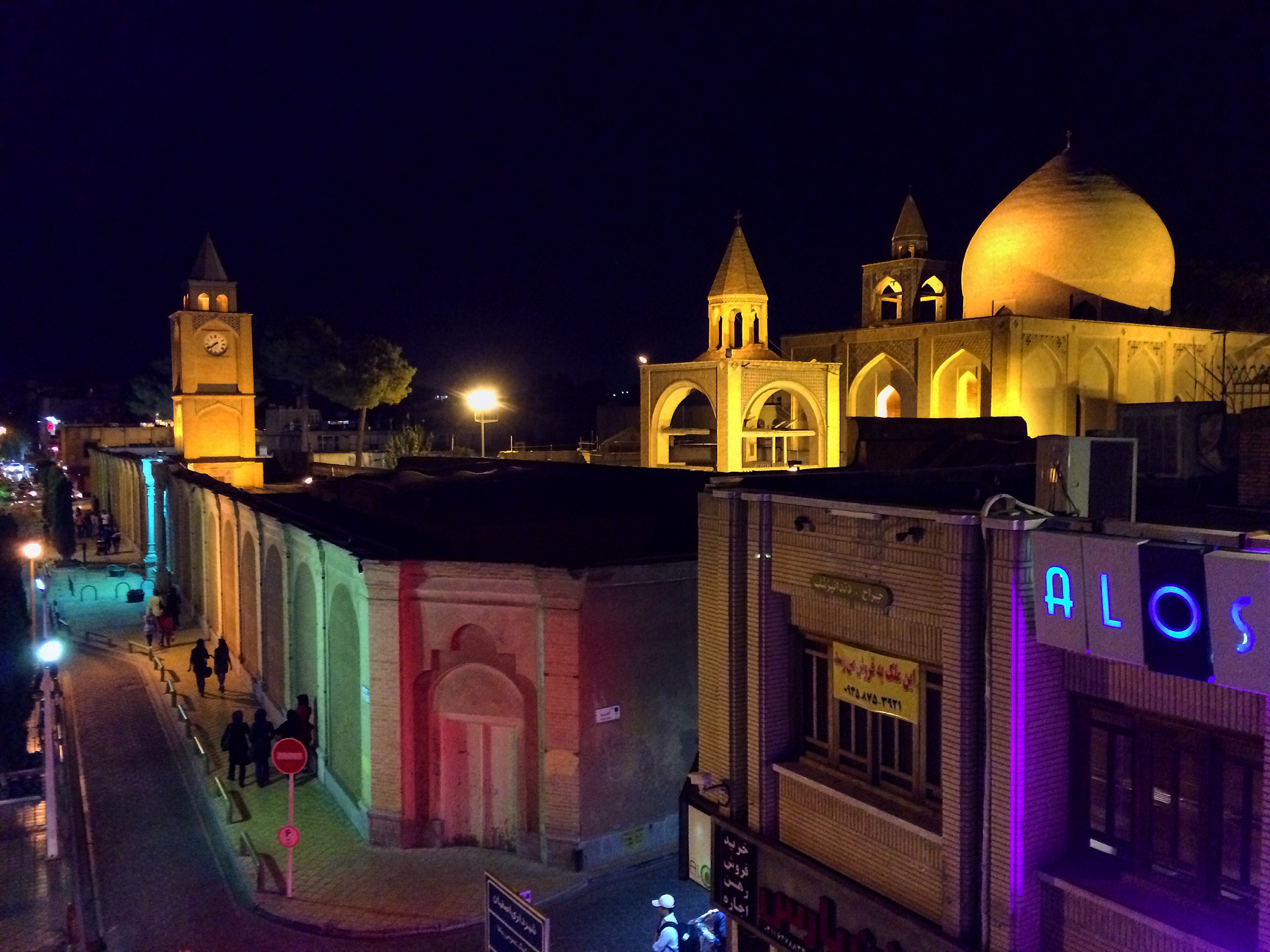